# فرودگاه مصراته

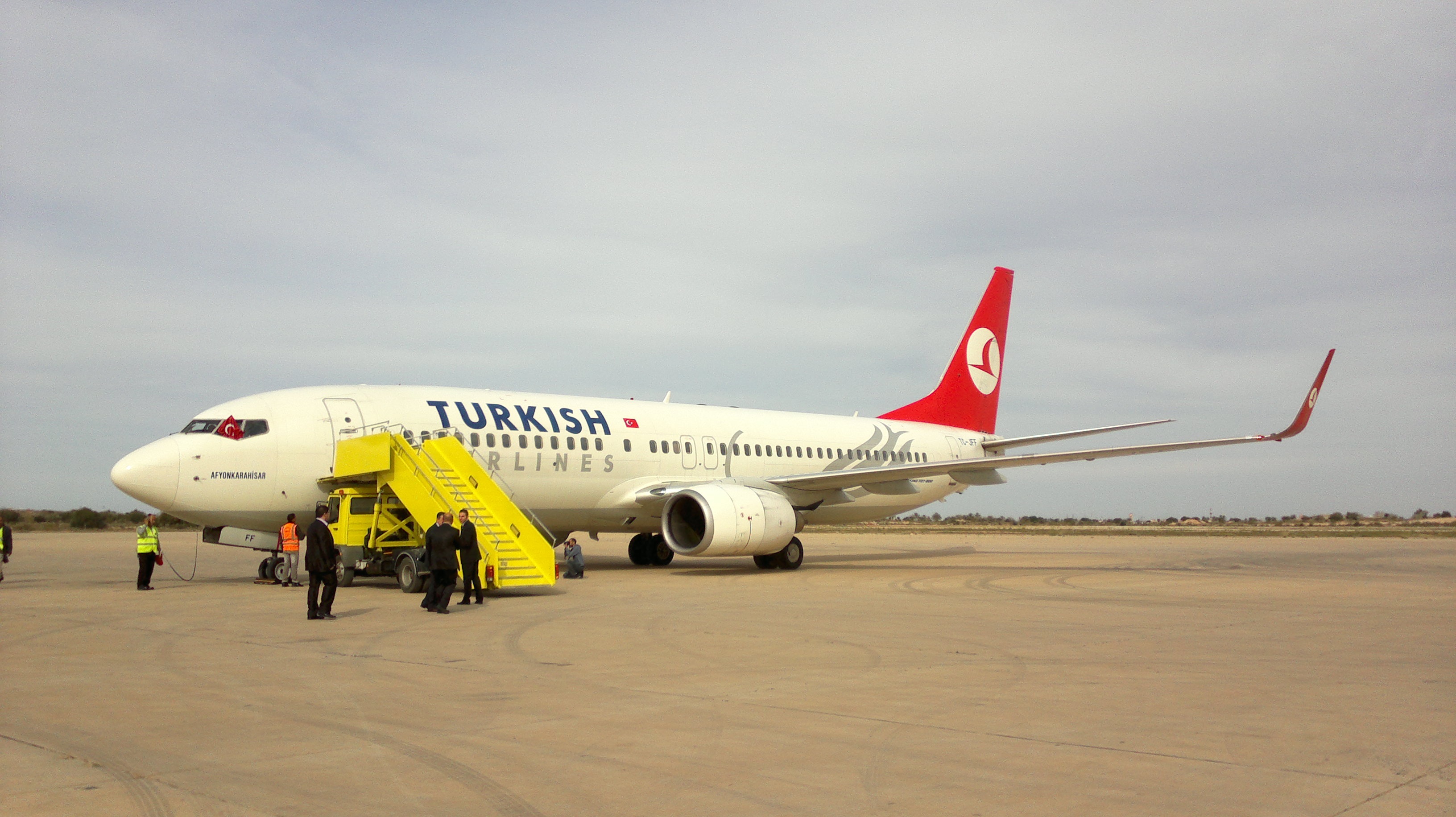
فرودگاه مصراته

فرودگاه مصراته (به انگلیسی: Misrata Airport) (به زبان بومی: مطار مصراته الدولی) یک فرودگاه همگانی با کد یاتا MRA است که یک باند فرود سنگفرش دارد و طول باند آن ۳۶۰۰ متر است. این فرودگاه در شهر مصراته کشور لیبی قرار دارد و در ارتفاع ۱۸ متری از سطح دریا واقع شده‌است.

## شرکت‌های هواپیمایی و مقصدهای پروازی

### مسافری
| شرکت‌های هواپیمایی | مقصدهای پروازی                 |
| ----------------- | ------------------------------ |
| افریقیه ایرویز    | آتاترک، سفاکس-تینا، تونس قرطاج |
| هواپیمایی لیبی    | آتاترک، سفاکس-تینا، تونس قرطاج |

### باری
| شرکت‌های هواپیمایی                  | مقصدهای پروازی            |
| ---------------------------------- | ------------------------- |
| Global Aviation and Services Group | صبیحه گوکچن، اوستند-بروگس |
| بوراق ایر                          | صبیحه گوکچن               |